# خالد خروبي
خالد خروبي (11 فبراير 1984 بليون في فرنسا - ) (بالفرنسية: Khaled Kharroubi)‏ هو لاعب كرة قدم فرنسي في مركز الوسط. شارك مع منتخب الجزائر لكرة القدم. أما مع النوادي، فقد لعب مع مولودية وهران ونادي بوليس تيرو ونادي فالينسيان ونادي فيتوريا وÉtoile FC ‏ وفيربرودرينغ دندر إندرخت هكلغام ‏ وJumpasri United F.C. ‏ ونادي بانغو أتلتيكو.

## روابط خارجية
- خالد خروبي على موقع اتحاد تركيا (لاعب) (الإنجليزية)
- خالد خروبي على موقع رابطة كرة القدم الفرنسية للمحترفين (الإنجليزية)
- خالد خروبي على موقع قاعدة بيانات كرة القدم.إي يو (الإنجليزية)
- خالد خروبي على موقع ليكيب (الفرنسية)
- خالد خروبي على موقع عالم كرة القدم.نت (الإنجليزية)